# Cocolai
Der Cocolai ist ein osttimoresischer Fluss im Suco Tirilolo (Verwaltungsamt Iliomar, Gemeinde Lautém).

## Verlauf
Der Cocolai entspringt im Norden des Sucos und fließt dann nach Süden in die Timorsee ab.